# Trinitrometan
Trinitrometan, takođe poznat kao nitroform, je nitroalkan i oksidaciono sredstvo sa hemijskom formulom HC(NO2)3, a to je takođe organsko jedinjenje, koje sadrži 1 atom ugljenika i ima molekulsku masu od 151,035 . Prvi put ga je 1857. godine dobio ruski hemičar Leon Nikolajevič Šiškov (1830–1908) kao amonijumovu so.  Godine 1900. otkriveno je da se nitroform može proizvesti reakcijom acetilena sa bezvodnom azotnom kiselinom.  Ova metoda postala je industrijski preferiran proces tokom 20. veka. U laboratoriji, nitroform se takođe može proizvesti hidrolizom tetranitrometana u blagim baznim uslovima. 

## Osobine
| Osobina                  | Vrednost |
| ------------------------ | -------- |
| Broj akceptora vodonika  | 6        |
| Broj donora vodonika     | 0        |
| Broj rotacionih veza     | 3        |
| Particioni koeficijent ( | 1,3      |
| Rastvorljivost (logS, log(mol/L))       | -5,0     |
| Polarna površina (PSA, Å2)  | 137,4    |

## Dobijanje i priprema
Trinitrometan je prvi put sintetisan 1857. godine u obliku svoje amonijumske soli od strane Leona Nikolajeviča Šiškova. Godine 1918. razvijena je sinteza putem kombinovane oksidacije i nitriranja acetilena sa azotnom kiselinom , što omogućava industrijsku proizvodnju. .  U ovom procesu, dva reaktanta se transformišu u cevnom reaktoru po principu protivstruje.  U laboratoriji se takođe može dobiti hidrolizom tetranitrometana pod blagim baznim uslovima.  Takođe je moguća proizvodnja reakcijom azotne kiseline sa izopropil-alkoholom. Amonijumska so nastaje delovanjem vode ili alkohola na trinitroacetonitril. 
Najlakši način da dobijete nitroform iz tetranitrometana preko kalijumove soli:
{\displaystyle \mathrm {C(NO_{2})_{4}+KOC_{2}H_{5}\rightarrow KC(NO_{2})_{3}+C_{2}H_{5}ONO_{2}} }
Reakcija se odvija na 45—50 °C (113—122 °F; 318—323 K) u prisustvu nitrita lakih metala, koji igraju ulogu katalizatora. Nitroform se izoluje dodavanjem njegove soli u višak koncentrovane sumporne kiseline:
{\displaystyle \mathrm {KC(NO_{2})_{3}+H_{2}SO_{4}\rightarrow HC(NO_{2})_{3}+KHSO_{4}} }
Uljasti proizvod koji se oslobađa tokom zakiseljavanja soli se odvaja ili ekstrahuje dietil etrom ili hloroformom. Zatim se rastvarač oddestiluje pod vakuumom, a nitroform ostaje kao isparljiva tečnost neprijatnog mirisa koja se učvršćuje u skoro bezbojne kristale koji se tope na 25 °C (77 °F; 298 K).
Efekat koncentrovanog HNO3 na acetilen.

## Svojstva
Trinitrometan je jaka kiselina.  Bezbojna slobodna kiselina je nestabilna, dok je intenzivno žuti anjon (NO2)3C− (NO2)3C− stabilan u vodenom rastvoru.  Za trinitrometan mogu se formulisati dve tautomerske strukture. Ravnoteža je gotovo u potpunosti na strani C-H-kisele strukture. Kvantnohemijske računice daju razliku u slobodnoj entalpiji od 33,0 kJ·mol⁻¹ u odnosu na N-OH-kiselu strukturu.  1H-NMR-spektar pokazuje samo jedan signal na 7,52 ppm za C-H funkciju.  U nizu nitrometana, ovo je najveće pomeranje u poređenju sa metanom (0,33 ppm), nitrometanom (4,28 ppm) i dinitrometanom (6,10 ppm). 

## Kiselost
Trinitrometan kao neutralni molekul je bezbojan. Veoma je kiseo i lako formira intenzivno žut anjon, (NO2)3C−. pKa] trinitrometana je izmerena na 0,17 ± 0,02 pri 20 °C (68 °F; 293 K), što je izuzetno kiselo za derivat metana.  Trinitrometan se lako rastvara u vodi formirajući kiselo žuto rastvor.
Postoje neki dokazi da anjon, koji poštuje Hikelovo pravilo 4n+2, pokazuje Y-aromatičnost, oblik aromatičnosti o kojem hemičari vode rasprave. 

## Soli nitroforma
Trinitrometan formira seriju jarko žutih jonskih soli. Mnoge od ovih soli imaju tendenciju da budu nestabilne i mogu se lako detonirati toplotom ili udarcem.
Kalijumova so nitroforma, KC(NO2)3₃, je limunasto žuti kristalni čvrsti materijal koji se polako razlaže na sobnim temperaturama i eksplodira iznad 95 °C (203 °F; 368 K). Amonijumska so je nešto stabilnija i deflagrira ili eksplodira iznad 200 °C (392 °F; 473 K). Hidrazinska so, hidrazinijum nitroformat, termički je stabilna iznad 125 °C (257 °F; 398 K) i istražuje se kao ekološki prihvatljiv oksidans za upotrebu u čvrstim gorivima za rakete.

## Upotreba
Sam trinitrometan se ne može koristiti kao eksplozivna supstanca.  Međutim, služi kao početni materijal za proizvodnju eksploziva i pogonskih goriva. [10] Reakcijom sa formaldehidom dobija se trinitroetanol, od kojeg se mogu izvesti snažnije jedinjenja poput di(2,2,2-trinitroetil)ureje i di(2,2,2-trinitroetil)nitramina. 

## Bezbednosne napomene
Trinitrometan eksplodira snažno pri brzom zagrevanju.  Takođe, rastvori sa sadržajem vode manjim od 55% mogu se još uvek eksplozivno razložiti. 

## Literatura
- Clayden, Jonathan; Greeves, Nick; Warren, Stuart; Wothers, Peter (2001). Organic Chemistry (I изд.). Oxford University Press. ISBN 978-0-19-850346-0.
- Smith, Michael B.; March, Jerry (2007). Advanced Organic Chemistry: Reactions, Mechanisms, and Structure (6th изд.). New York: Wiley-Interscience. ISBN 0-471-72091-7.
- Katritzky A.R.; Pozharskii A.F. (2000). Handbook of Heterocyclic Chemistry (Second изд.). Academic Press. ISBN 0080429882.